# Гусимець
Гусимець (Arabis) — рід квіткових рослин родини капустяних (Brassicaceae).

## Опис
Це трав'янисті, однорічні або багаторічні рослини, виростають до 10–80 см заввишки, зазвичай густо запушені, з простими цілісними або лопатевими листками довжиною 1–6 см і дрібними білими чотирипелюстковими квітками. Плід — довга, тонка коробочка, що містить 10–20 і більше насінин. Природним місцем проживання видів Arabis є скелясті гори/скелі або сухі місця. Вирощуються види Arabis в альпінаріях. Цей рід запилюється представниками Apieae і Lepidoptera.

## Поширення
Згідно з Plants of the World Online рід містить 102 види, які ростуть у Північній Америці, Євразії й Африці.
В Україні росте кілька видів, див.: список судинних рослин України — капустоцвіті